# Görnitz (Theisseil)
Görnitz ist ein Gemeindeteil von Theisseil im Landkreis Neustadt an der Waldnaab des bayerischen Regierungsbezirks Oberpfalz.

## Geographische Lage
Der Weiler Görnitz liegt 370 m südlich der Kreisstraße 27, die Neustadt an der Waldnaab mit Theisseil verbindet.
2 km westlich von Görnitz verläuft die Bahnstrecke Weiden–Oberkotzau mit dem Bahnhof von Altenstadt an der Waldnaab.
Görnitz liegt auf dem Südosthang des 525 m hohen Busch, der zusammen mit Hammerranken und Geißleite das steile Ostufer der Waldnaab bildet.
800 m südwestlich von Görnitz fließt die Waldnaab von Norden nach Süden.
Görnitz liegt 1,6 m südlich von Roschau, 2,6 km südöstlich von Altenstadt an der Waldnaab und 2,8 km nordwestlich von Theisseil.

## Geschichte
Der Wittelsbacher Ludwig der Strenge kaufte 1262 die Herrschaft Störnstein von Ulrich Stör und vereinigte sie mit der Herrschaft Neustadt zur Herrschaft Störnstein-Neustadt.
Das Geschlecht der Störe war eine Zweiglinie der Herren von Murach, die verbunden waren mit den Ortenburgern.
Dieser Kauf war ein Versuch der Wittelsbacher den Einfluss der Ortenburger in der Oberpfalz zu vermindern.
Das Salbuch Ludwig des Strengen aus dem Jahr 1283 verzeichnete Görnitz mit 4 Höfen als zur Herrschaft Störnstein gehörig.
Görnitz (auch Gornitze, Georentz, Jörnitz, Gwürntz) wurde in den Urbaren von 1285 und 1326 und im Böhmischen Salbüchlein von 1366 mit 3 Höfen erwähnt.
Im Zinsregister von 1514  wurde Görnitz mit 4 Zinsgütern aufgeführt.
1566 verkaufte Hans Stör sein Fischwasser in Görnitz an Bürgermeister, Rat und Gemeinde zu Neustadt an der Waldnaab.
In den Urbaren von 1602 und 1653 wurde Görnitz mit 4 Gütern, einem Huthaus und 4 Mannschaften aufgeführt.
Görnitz gehörte zur lobkowitzischen Herrschaft Störnstein-Neustadt.
Zu dieser Herrschaft gehörten die Ortschaften Haidmühle, Sauernlohe, Neustadt an der Waldnaab, Störnstein, Wiedenhof, Aich, Roschau, Görnitz, Harlesberg, Altenstadt an der Waldnaab, Mühlberg, Denkenreuth, Ernsthof, Lanz, Oberndorf, Rastenhof, Wöllershof, Botzersreuth, Kronmühle, Sankt Quirin.
Außerdem gehörte das Gebiet von Waldthurn mit 28 Dörfern und Einöden zu dieser Herrschaft.
1641 wurde Störnstein-Neustadt unter Wenzel Eusebius von Lobkowicz zur gefürsteten Grafschaft erhoben.
Das Herrschaftsgebiet war in 4 Viertel geteilt: Neustädter Viertel, Altenstädter Viertel, Denkenreuther Viertel und Oberndorfer Viertel.
Görnitz gehörte zum Neustädter Viertel.
Das Steuerbuch von 1742 nannte Görnitz mit 4 Höfen, 25 Ochsen, 13 Kühen, 12 Jungrindern, 4 Mutterschweinen, 8 Frischlingen, 5 Schafen.
Görnitz war mit der niederen Gerichtsbarkeit, den Diensten, Abgaben und Steuern zum Oberamt Neustadt grundbar.
Die Obrigkeit mit höherer Gerichtsbarkeit und Mannschaft war lobkowitzisch.
1807 verkaufte Fürst Franz Josef von Lobkowitz Herzog zu Raudnitz die gefürsteten Grafschaft Störnstein-Neustadt an die Krone Bayern.
Görnitz gehörte zur Gemeinde Roschau.
Roschau war Steuerdistrikt und unmittelbare Landgemeinde, gebildet durch das Gemeindeedikt 1808.
Die Gemeinde Roschau bestand aus den Ortschaften Roschau, Aich, Fichtlmühle, Görnitz, Hammerharlesberg, Harlesberg und Wiedenhof.
Im Zuge der Gebietsreform in Bayern wurde Roschau zusammen mit Edeldorf und Letzau 1972 zur neu gebildeten Gemeinde Theisseil zusammengelegt.

## Einwohnerentwicklung in Görnitz ab 1817
| Jahr | Einwohner | Gebäude |
| ---- | --------- | ------- |
| 1817 | 42        | 7       |
| 1838 | 45        | 6       |
| 1871 | 48        | 23      |
| 1885 | 46        | 7       |
| 1900 | 48        | 8       |
| 1913 | 43        | 6       |

| Jahr | Einwohner | Gebäude |
| ---- | --------- | ------- |
| 1925 | 30        | 5       |
| 1950 | 37        | 5       |
| 1961 | 22        | 5       |
| 1970 | 24        | k. A.   |
| 1987 | 22        | 7       |
| 2011 | 20        | k. A.   |